# Tiradentes

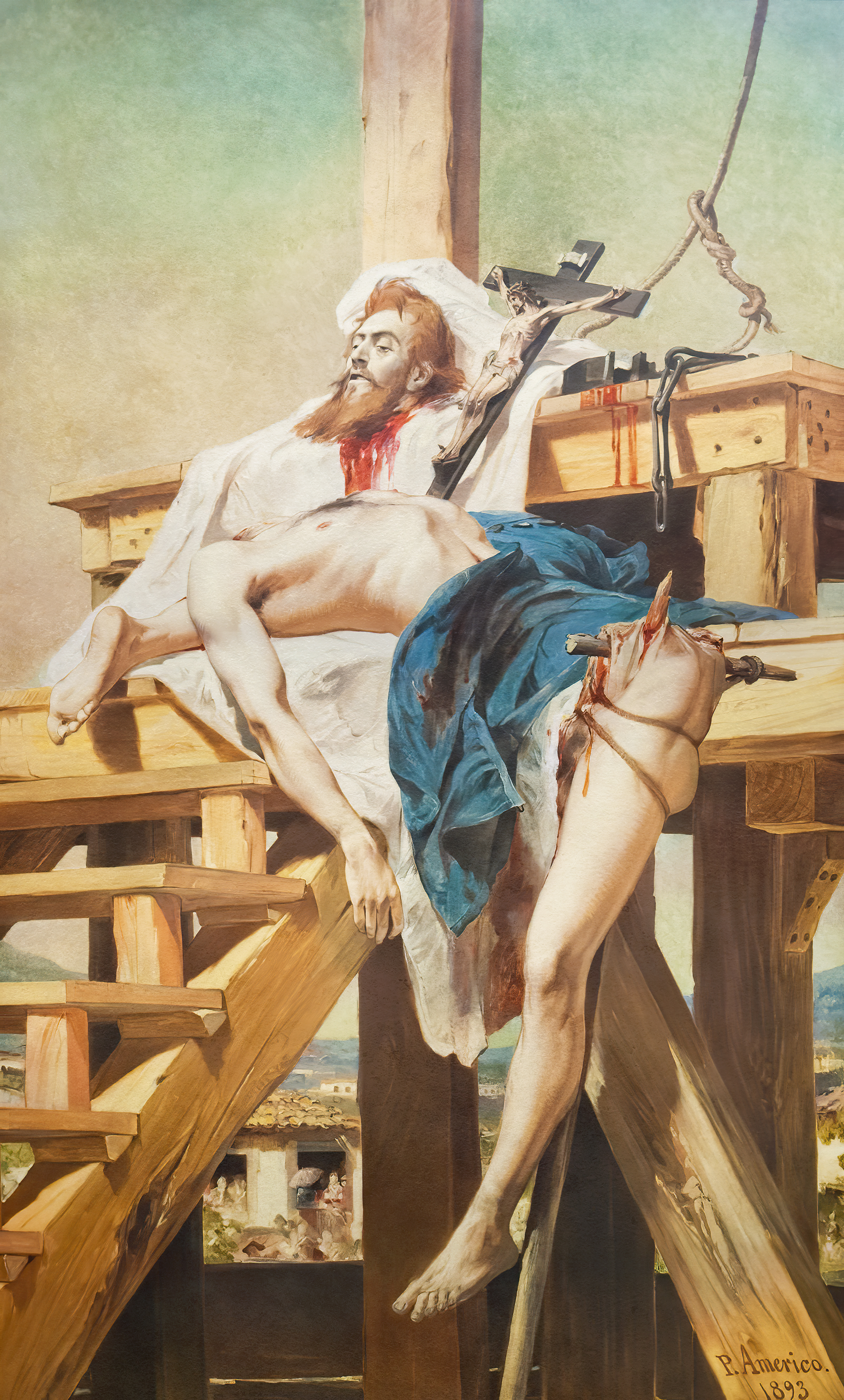
Tiradentes Esquartejado – Der gevierteilte Tiradentes
(Pedro Américo, 1893)

Tiradentes [tʃiɾɐˈdẽtʃis], eigentlich Joaquim José da Silva Xavier [ʒwaˈkĩ ʒuˈzɛ dɐ ˈsiwvɐ ʃɐviˈɛʁ] (* 12. November 1746 auf der Fazenda do Pombal, Minas Gerais; † 21. April 1792 in Rio de Janeiro), war ein brasilianischer Freiheitskämpfer gegen die portugiesische Kolonialmacht in Minas Gerais und ist heute Nationalheld Brasiliens.

## Leben
Tiradentes wurde 1746 unter dem Namen Joaquim José da Silva Xavier in bescheidenen Verhältnissen geboren. Er stammte aus der Nähe von São João del-Rei im damaligen Kapitanat Minas Gerais. Früh verwaist, 1755 starb seine Mutter, 1757 sein Vater, zog er mit seinem Paten nach Vila Rica (heute Ouro Preto) um. Er wurde von einem Lehrer großgezogen, der zugleich Chirurg war. So lernte er, Zähne zu ziehen – daher sein Name „Tiradentes“ (portugiesisch: Zahnzieher) – und damit seinen Lebensunterhalt zu verdienen. Außerdem verdingte er sich u. a. als Rinderhirt und Bergmann.
Im Militär brachte er es zum Fähnrich. Als solcher diente er in einer Kompanie, die im Forte da Vigia ihren Dienst versah. Eine weitere militärische Laufbahn wurde ihm aufgrund seiner Herkunft verwehrt. Ein von ihm ausgearbeiteter Vorschlag zur Kanalisierung in Rio de Janeiro scheiterte am Widerstand portugiesischer Beamter.
Tiradentes benutzte seine Kenntnisse über Mineralien, als er sich dem öffentlichen Dienst widmete. Er wurde in Städte entlang des Weges zwischen Vila Rica (der Hauptstadt von Minas Gerais) und Rio de Janeiro geschickt.
Zu dieser Zeit war das 1720 errichtete Kapitanat Minas Gerais in wirtschaftlichen Schwierigkeiten. Reichhaltige Goldfunde hatten seine Hauptstadt Vila Rica, das heutige Ouro Preto, zur reichsten und größten Stadt des brasilianischen Westens gemacht. Als die Goldfunde in den 1760er Jahren zurückgingen, drohte die Gegend unter der Last der Abgaben, die an Portugal zu zahlen waren, zu verarmen. Es bildete sich eine separatistische Bewegung, der besonders die Begüterten der Region angehörten. Ziel der Inconfidência Mineira war, nach dem Vorbild der USA die Unabhängigkeit zu erlangen und die Sklaverei abzuschaffen. Tiradentes schloss sich dieser Gruppe an und wurde ihr Führer.
Die Gruppe wurde von Joaquim Silvério dos Reis verraten. Am 21. April 1792 wurde Tiradentes als einziger der Verschwörer in Rio de Janeiro hingerichtet. Der Königlich portugiesische Verwalter des Kapitanats, Luís António Furtado de Castro do Rio de Mendonça e Faro, der Visconde de Barbacena (Vicomte von Barbacena), gab den Befehl, „ihn zu hängen, zu vierteilen und Teile des blutigen Leichnams als warnendes Beispiel auf die Straßen und Dörfer der Umgegend zu werfen.“ In Reaktion auf seinen Tod feierte das Königshaus eine Messe und ein siebentägiges Fest. Ein Dokument wurde mit seinem Blut geschrieben. Sein Kopf wurde auf dem Hauptplatz von Vila Rica zur Schau gestellt; dieser Platz heißt heute Praça Tiradentes.

## Rezeption
Dreißig Jahre nach seinem Tod wurde Brasilien unabhängig, Tiradentes galt nun vielen – nicht den Monarchisten – als erster Nationalheld. Nach dem Sturz von Kaiser Pedro II. 1889 und der Ausrufung der Republik wurde sein Todestag, der 21. April, zum Nationalfeiertag erklärt.

## Film
- Joaquim. Spielfilm, Brasilien/Portugal 2017, 97 Min., Buch und Regie: Marcelo Gomes